# آدو موكا سفاناسانا

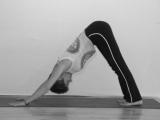
آدو موكا سفاناسانا

آدو موكا سفاناسانا (بالسنسكريتية:अधोमुखश्वानासन) وتعني "وضعية الكلب المتجه لأسفل"، هي أحد وضعيات اليوجا (الأسانات)